# تلیمله، گینه
تلیمله، گینه (به لاتین: Télimélé Prefecture) یک منطقهٔ مسکونی در گینه است که در Kindia Region واقع شده‌است.

## خصوصیات
تلیمله ۹٬۰۰۰ کیلومترمربع مساحت و ۲۸۴٬۰۰۰ نفر جمعیت دارد.